# Marion, North Carolina
Marion är administrativ huvudort i McDowell County i North Carolina. Orten har fått sitt namn efter militären Francis Marion. Enligt 2010 års folkräkning hade Marion 7 838 invånare.

## Kända personer från Marion
- Barbara Loden, skådespelare och regissör